# Stuart Prebble
Pour les articles homonymes, voir Prebble.
Stuart Prebble, né le 15 avril 1951, est un producteur de télévision et un écrivain britannique.

## Biographie
Il fait des études supérieures à l'université de Newcastle upon Tyne.
Il produit de nombreux épisodes de la série télévisée World in Action (en) pour ITV Granada, une chaîne de télévision privée britannique, dont il devient le directeur général en avril 2001. Il démissionne de ce poste en automne 2002 pour fonder la compagnie de production Liberty Bell qui crée, entre autres, la série télévisée Grumpy Old Men (TV series) (en), dont Stuart Prebble tire une suite de romans humoristiques très populaires.
Auparavant, il avait déjà fait paraître deux romans : A Power of Land (1988) et le thriller The Lazarus File (1989). Secrets of the Conqueror (2012) est un roman de guerre et d'espionnage qui évoque la guerre des Falklands et la guerre froide.
Le Maître des insectes (The Insect Farm), publié en 2015, est son premier roman traduit en français.

## Œuvre

### Romans

#### SérieGrumpy Old Men
- Grumpy Old Men: The Official Handbook (2004)
- Grumpy Old Men: The Secret Diary (2005)
- Grumpy Old Christmas (2007)
- Grumpy Old Workers: The Official Handbook (2007)
- Grumpy Old Drivers: The Official Handbook (2009)

#### Autres romans
- A Power in the Land (1988)
- The Lazarus File (1989)
- Secrets of the Conqueror (2012)
- The Insect Farm (2015) Publié en français sous le titre Le Maître des insectes, Paris, Éditions Denoël, coll. « Suspense », 2015  (ISBN 978-2-207-12394-2) ; réédition, Paris, Gallimard, coll. « Folio policier » no 795, 2016  (ISBN 978-2-07-046712-9)